# Катастрофа на авиашоу «Шорхэм»
Катастрофа на авиашоу «Шорхэм» — авиационная катастрофа, произошедшая 22 августа 2015 года с реактивным самолётом Hawker Hunter Т7.
Во время демонстрации на авиашоу «Шорхэм» в Шорхэм-бай-Си (Англия) самолёт врезался в несколько автомобилей на дороге, что привело к гибели 11 человек и ранению 14. Четверо были госпитализированы, один из них, пилот, в критическом состоянии. Катастрофа стала наиболее смертоносной из тех, что случились на авиашоу в Великобритании после катастрофы на авиасалоне Фарнборо в 1952 году, в результате которой погиб 31 человек.

## Самолёт и экипаж
Самолёт был двухместным Hawker Hunter Т7, бортовой номер G-BXFI. На его фюзеляж был нанесён бывший военный серийный номер WV372. Первый полёт совершил в ВВС в июле 1955 года, позже восстановлен после пожара, переделан по спецификации Т7 и возвращён в ВВС в 1959 году. С 1998 года при различных владельцах использовался для гражданских демонстрационных полётов. На момент инцидента принадлежал Грэму Пикоку и базировался на аэродроме Норт-Уэлд в Эссексе. Пилотом был капитан British Airways, который до работы в авиакомпании летал в ВВС на самолётах Harrier Jump Jet.

## Катастрофа

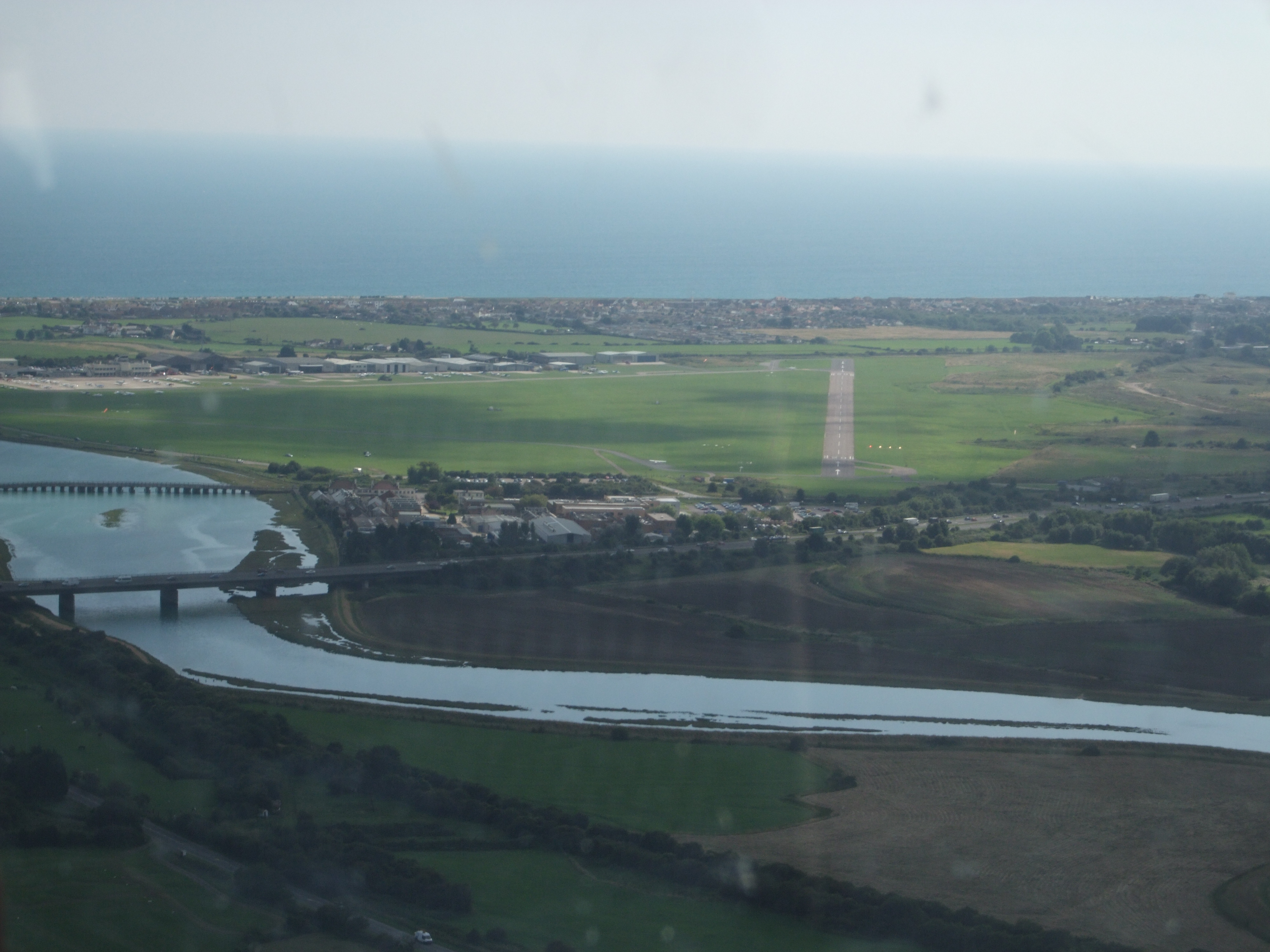
Самолёт упал на проезжую дорогу между рекой Адур и взлётно-посадочной полосой, летя приблизительно в направлении места, где сделан кадр

Самолёт принимал участие в авиашоу «Шорхэм», проводившемся в помощь Ассоциации ВВС. Чтобы уменьшить риск для общественности, демонстрационные полёты обычно совершаются параллельно зрителям. Примерно в 13:20 BST (12:20 UTC) самолёт не смог выйти из мёртвой петли и разбился на дороге А27 к северу от аэропорта, взорвавшись при падении и задев несколько автомобилей. На кадрах аварии виден большой огненный шар и шлейф дыма сразу после падения.
11 человек, находившихся в это время на дороге, погибли, ещё 16 получили ранения. Среди погибших были два игрока футбольного клуба «Уортинг Юнайтед», направлявшихся на игру. Пилот был тяжело ранен и в критическом состоянии доставлен в больницу в соседнем Брайтоне. Из-за аварии была серьёзно повреждена дорога, её отремонтируют после того, как спасатели и следователи закончат свою работу.
После аварии дорога А27 была перекрыта в обоих направлениях, заблокировав посетителей авиашоу в аэропорту. Люди могли покинуть место только пешком, выезд из автостоянок на А27 был закрыт. Автомобили экстренных служб аэропорта выехали на место происшествия, в результате все полёты были отменены, также отменён второй день авиашоу 23 августа.

## Расследование
Сектор расследований авиационных происшествий (AAIB), отвечающий за расследование происшествий в гражданской авиации в Великобритании, направил команду в Шорхэм для расследования катастрофы. В рамках расследования AAIB обратился к общественности с просьбой передать сделанные фотографии и видеозаписи происшествия.
Выживший пилот Эндрю Хилл был обвинён в причинении смерти 11 человек по неосторожности, но в марте 2019 года был оправдан судом присяжных.